# Bembidion ainu
Bembidion ainu es una especie de escarabajo del género Bembidion, categorizada en la tribu Bembidiini, de la subfamilia Trechinae.

## Distribución
Se distribuye por Japón.

## Taxonomía
Fue descrita por Habu & Baba en 1968.